# Dionigi della Natività
Dionigi della Natività, al secolo Pierre Berthelot (Honfleur, 12 dicembre 1600 – Banda Aceh, 29 novembre 1638), è stato un missionario carmelitano scalzo francese, martire a Sumatra assieme al confratello Redento della Croce. È stato beatificato da papa Leone XIII il 10 giugno 1900.

## Biografia
Primogenito di dieci figli, si imbarcò in giovane età e divenne capitano di navi mercantili: fu anche un abile cartografo (una mappa di sua proprietà, ricca di sue annotazioni, è conservata al British Museum di Londra).
Lavorando al servizio dei portoghesi a Malacca conobbe un carmelitano scalzo, Filippo della Trinità, sotto la cui influenza entrò in religione nel convento di Goa: emise la professione solenne nel 1636 prendendo il nome di Dionigi della Natività.
Assieme a un confratello, il portoghese Redento della Croce, si dedicò all'evangelizzazione dei musulmani di Sumatra: i due furono fatti arrestare dal sultano di Aceh, Iskandar Thani, e, dopo varie torture, furono uccisi . A Dionigi della Natività venne fracassato il cranio dopo essere stato trafitto da una spada.
Furono i primi membri del loro ordine a subire il martirio.

## Culto
Beatificato il 10 giugno 1900 da papa Leone XIII.
Il suo elogio si legge nel Martirologio romano al 29 novembre: